# ARN inaccessible

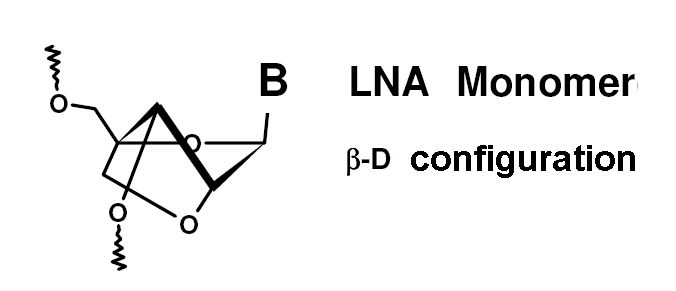
Estructura d'un monòmer de LNA

ARN inaccessible (ARNin,en anglès:inaccessible RNA o locked nucleic acid abreujat com LNA), és un nucleòtid d'ARN. La moietat de ribosa d'un nucleòtid LNA està modificada amb un pont extra que connecta el segon oxigen i el quart carboni. El pont bloqueja la ribosa. Els nucleòtids LNA poden ser mesclats amb residus d'ADN o ARN. Aquests oligòmers són disponibles comercialment. S'incrementa la temperatura de fusió dels oligonucleòtids.
El LNA va ser independentment sintetitzat pel grup de Jesper Wengel el 1998, poc després del grup de Takeshi Imanishi in 1997.
L'ús terapèutic de la oligonucleòtids basats en LNA, per exemple contra l'hepatitis C, és un camp emergent dins la biotecnologia.